# ホセイン・レザザデ
ホセイン・レザザデ (ペルシア語:  حسین رضازاده、ラテン表記:Hossein Rezazadeh、1978年5月12日 - ) は、イランのアルダビール出身の男子重量挙げ選手。シドニーとアテネオリンピックの105キロ超級重量挙げ金メダリスト。世界選手権4度優勝。元世界記録保持者。

## 統計

### 体のサイズ
(2004夏季オリンピック)
- 身長186 cm
- 体重162.95 kg

### ベスト記録
- スナッチ：213キロ、秦皇島市、2003年9月14日
- ジャーク：263・5キロ、アテナ、2004年8月25日（世界記録）
- トータル：472キロ、シドニー、2000年9月26日（世界記録）

## 主な競技歴
- オリンピック
  - 2000年 シドニー　金メダル、トータル重量 472.5 WR
  - 2004年 アテネ　金メダル、クリーン& ジャーク 263.5 WR
- 世界選手権
  - 1999年3位、2002年優勝、2003年優勝、2005年優勝、2006年優勝
- アジア競技大会
  - 1998年3位、2002年優勝、2006年優勝
- アジア選手権
  - 1999年優勝、2003年優勝、2005年優勝